# Zamek w Płotach
Zamek w Płotach (Stary Zamek) – zabytkowy zamek wybudowany w Płotach (województwo zachodniopomorskie).

## Historia
Pierwsza budowla obronna w Płotach powstała w XII wieku i był to gród obronny nad Regą. W 1277 Dobiesław Wotuch (rycerz przyboczny Barnima I) wzniósł tu swoją siedzibę. Była to czterokondygnacyjna, kamienno-ceglana, czworokątna (12,7x17 metra) wieża obronna na platformie o wymiarach 28x36 metrów. Otaczała ją fosa. Od końca XIII wieku, tj. od czasu gdy zamkiem władali Wedlowie, fortyfikacje drewniane stopniowo zaczęto zamieniać murowanymi. Kolejni właściciele, Heydebrekowie, powiększyli dziedzinie do rozmiarów 28x45 metra, a następni, von der Ostenowie, podwyższyli mury do 6 metrów. 
W 1465 kołobrzescy mieszczanie napadli i zrujnowali zamek. Von der Ostenowie odbudowali warownię, dobudowując nowy budynek o trzech kondygnacjach w południowo-wschodnim narożu. Od 1577 zamkiem władali Blucherowie, którzy dokonali przebudowy obiektu na renesansową rezydencję rodową. W końcu XVIII wieku rozebrano część południową założenia. W 1860 zamek strawił pożar i pozostawał on w ruinie do czasów powojennych. 
W latach 1959–1967 zamek został odbudowany i przeznaczony na miejskie instytucje kultury, w tym bibliotekę (przy okazji zniszczono oryginalne malatury w pomieszczeniach). Z budowli średniowiecznej do naszych czasów dochowały się tylko dolne kondygnacje wieży oraz fragment muru obwodowego z kamienia.
Obecnie, oprócz biblioteki, zamek mieści ośrodek pomocy społecznej.

## Opis
Do najbardziej okazałych pomieszczeń zamku należy komnata na parterze, obecnie nazywana Salą Rycerską, o bogato zdobionych sklepieniach oraz okazałym kominku architektonicznym. Po wojnie zrekonstruowano m.in. renesansowe drzwi tego pomieszczenia. Również komnata w narożu północnym ma na wyposażeniu manierystyczny kominek architektoniczny.
Na elewacji umieszczono dwie płyty pamiątkowe upamiętniające: odbudowę zamku ze środków Społecznego Funduszu Odbudowy Stolicy oraz 70-lecie biblioteki publicznej w Płotach (1947-2017).

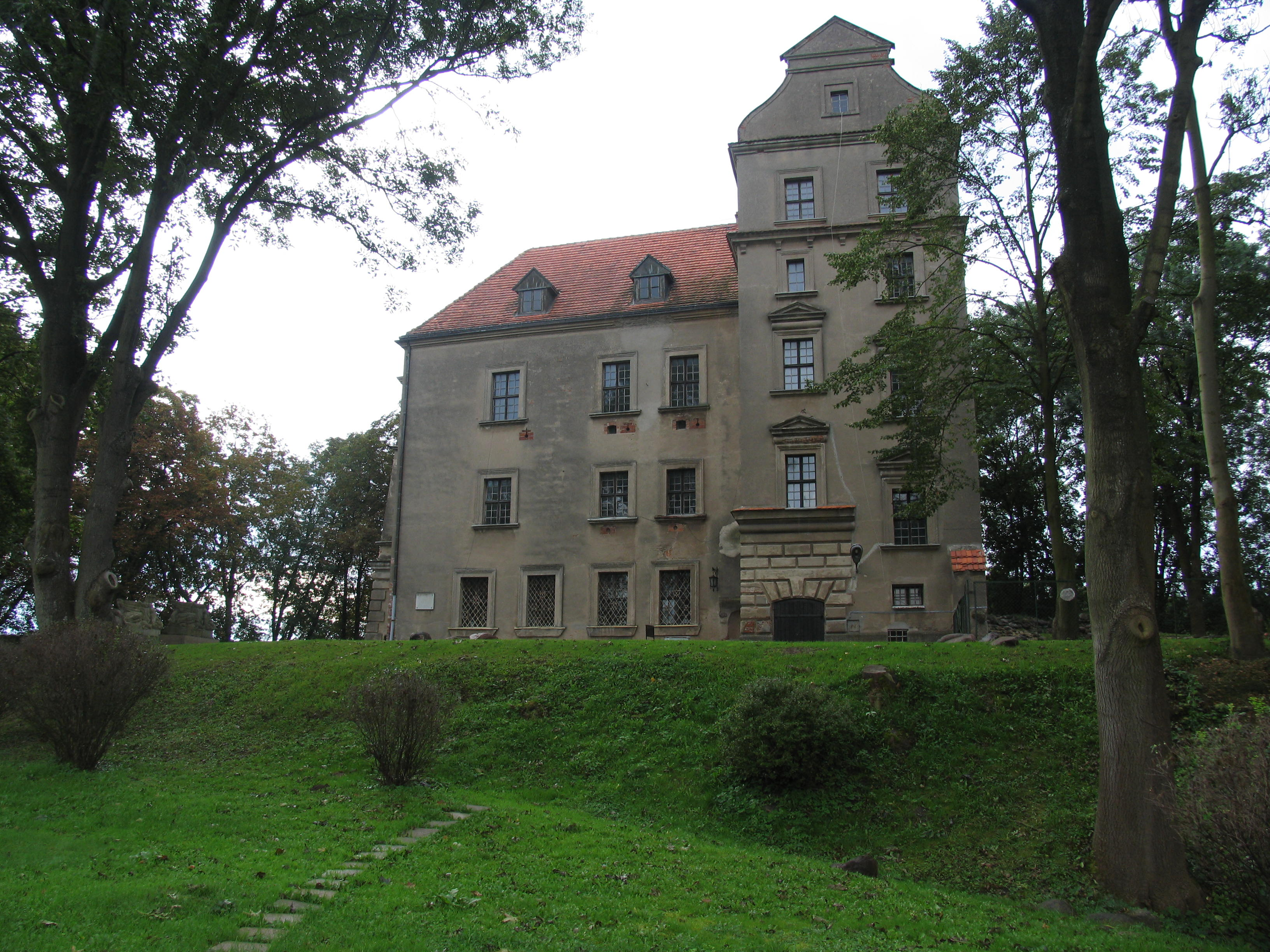
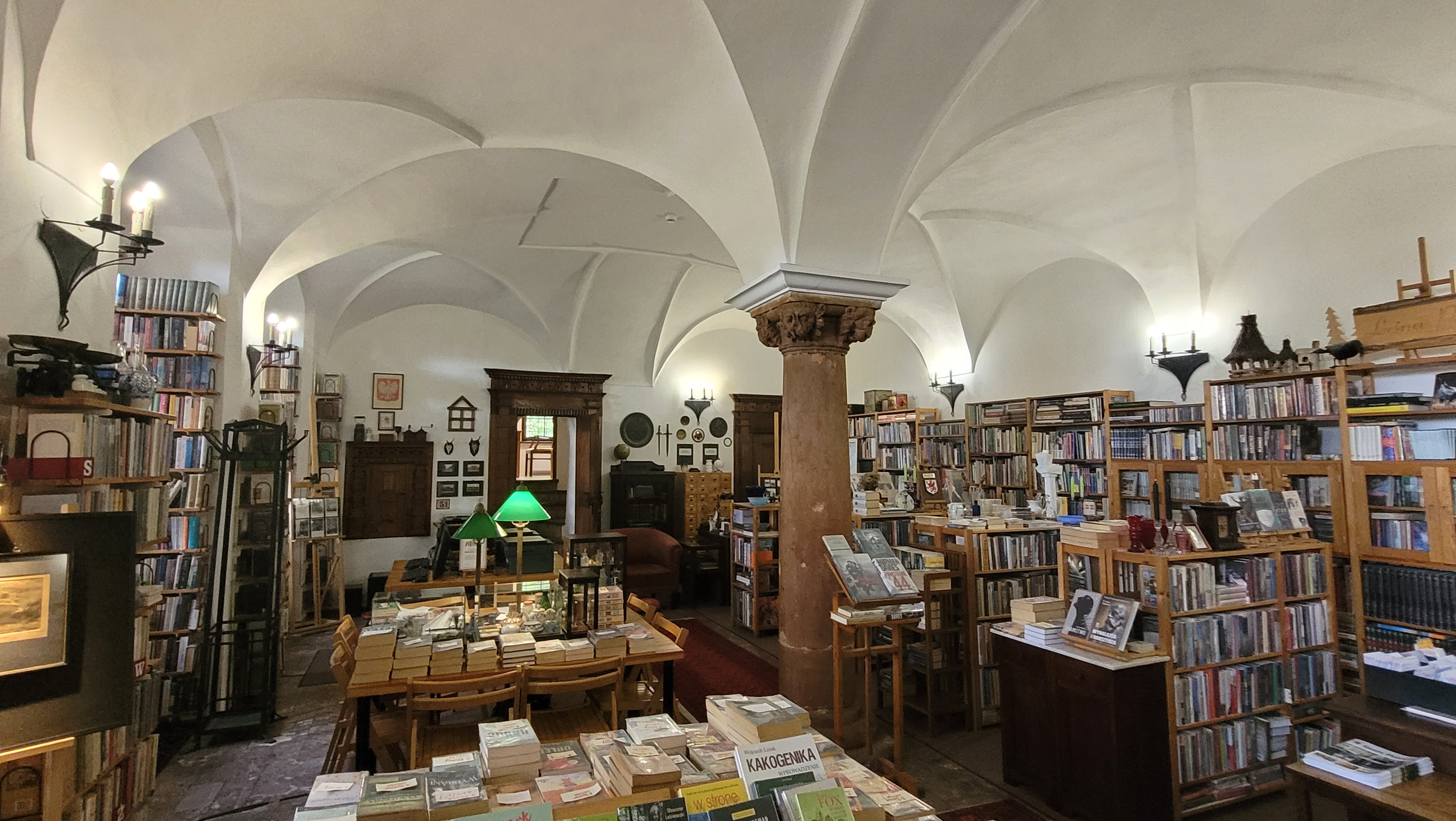
Wnętrze parteru
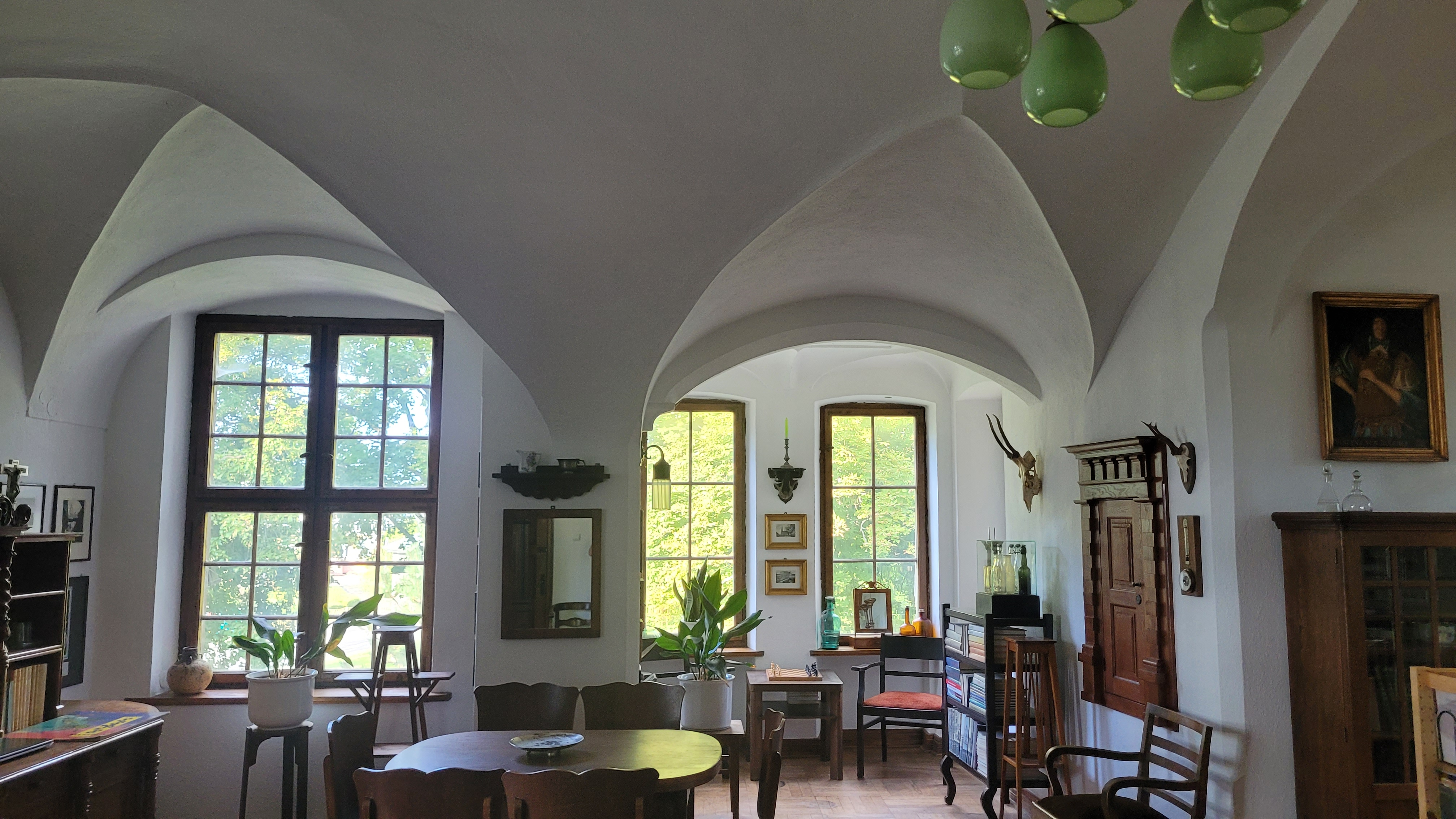
Wnętrze parteru
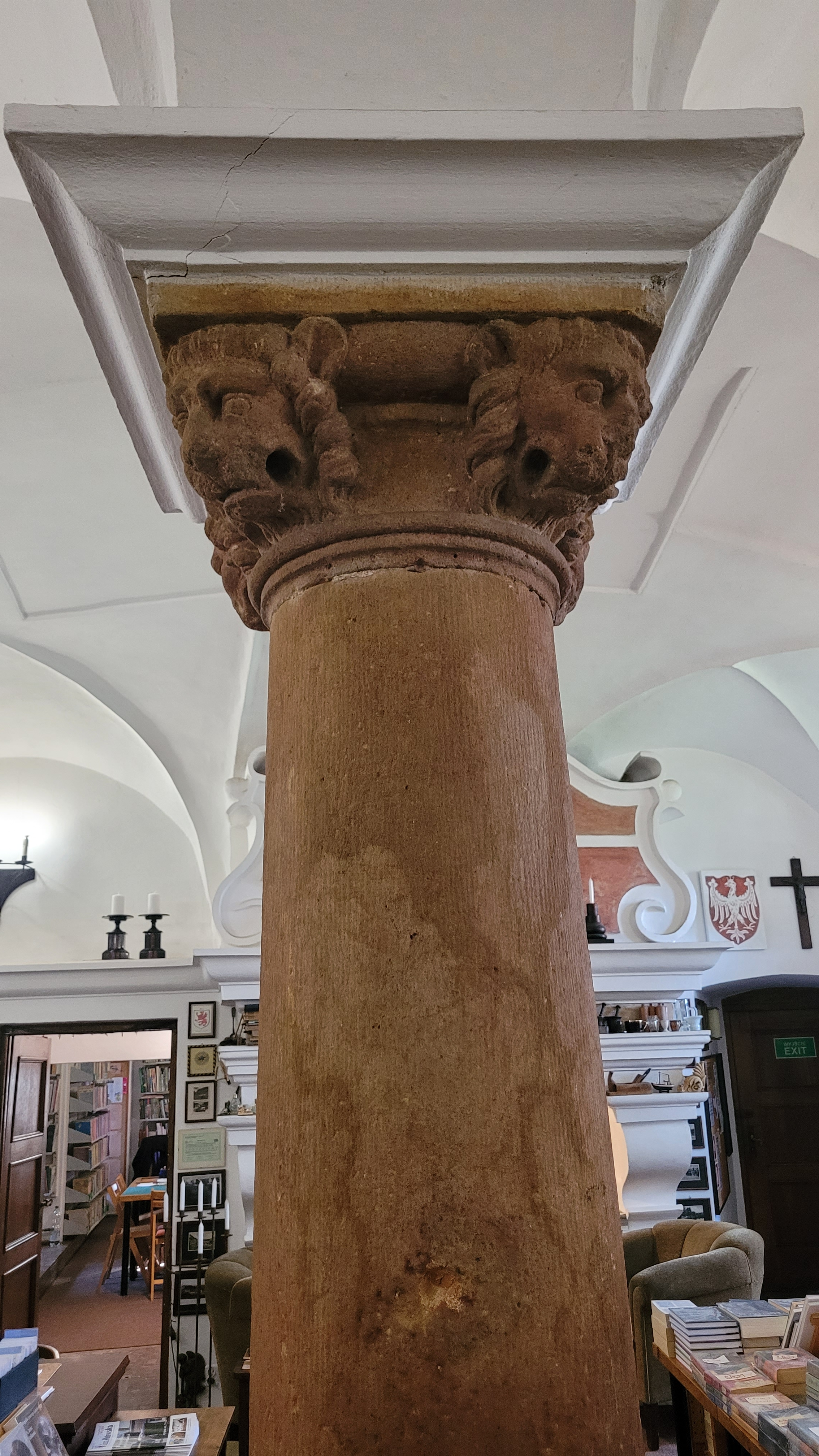
Kolumna
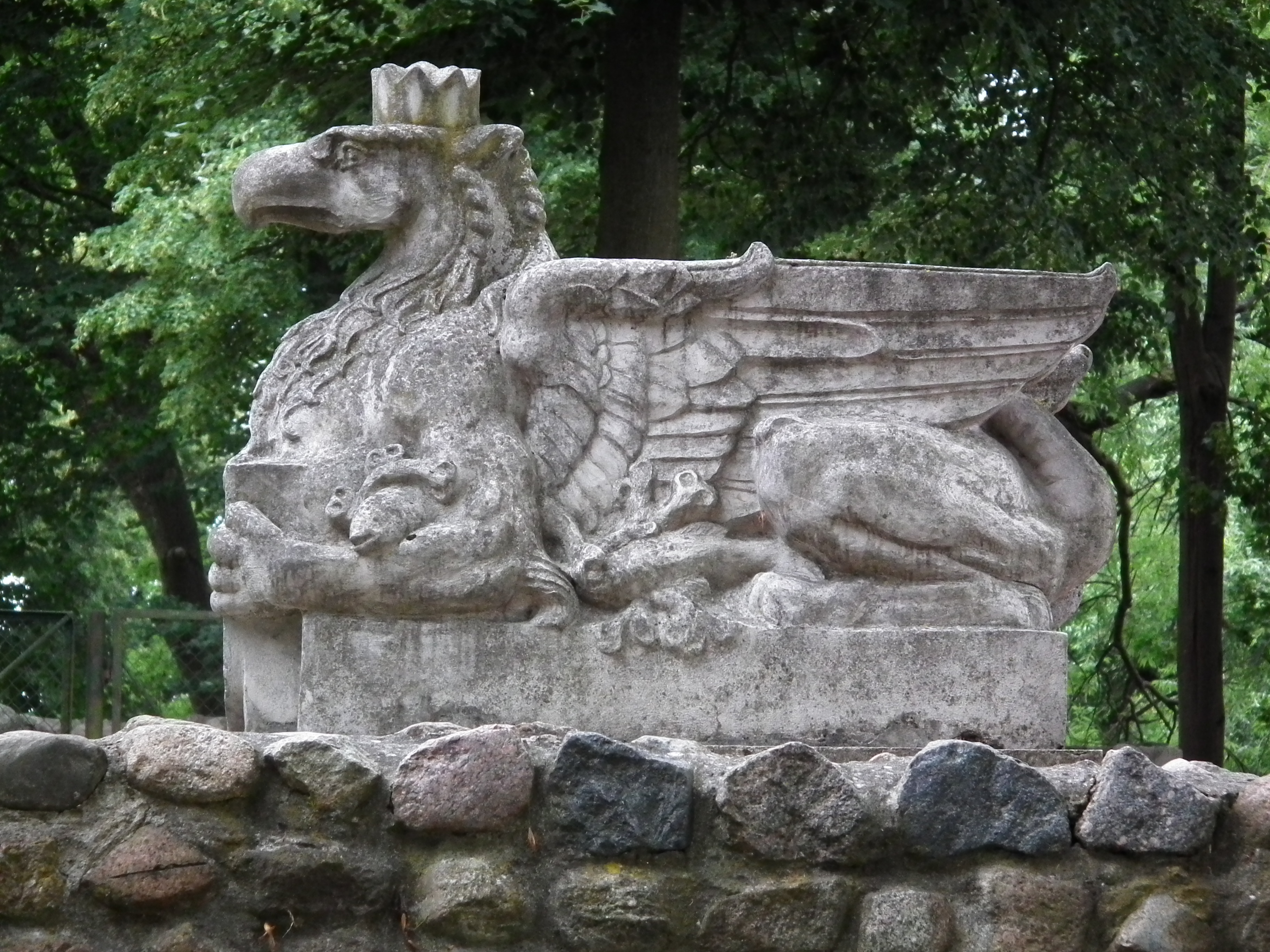
Jeden z dwóch gryfów
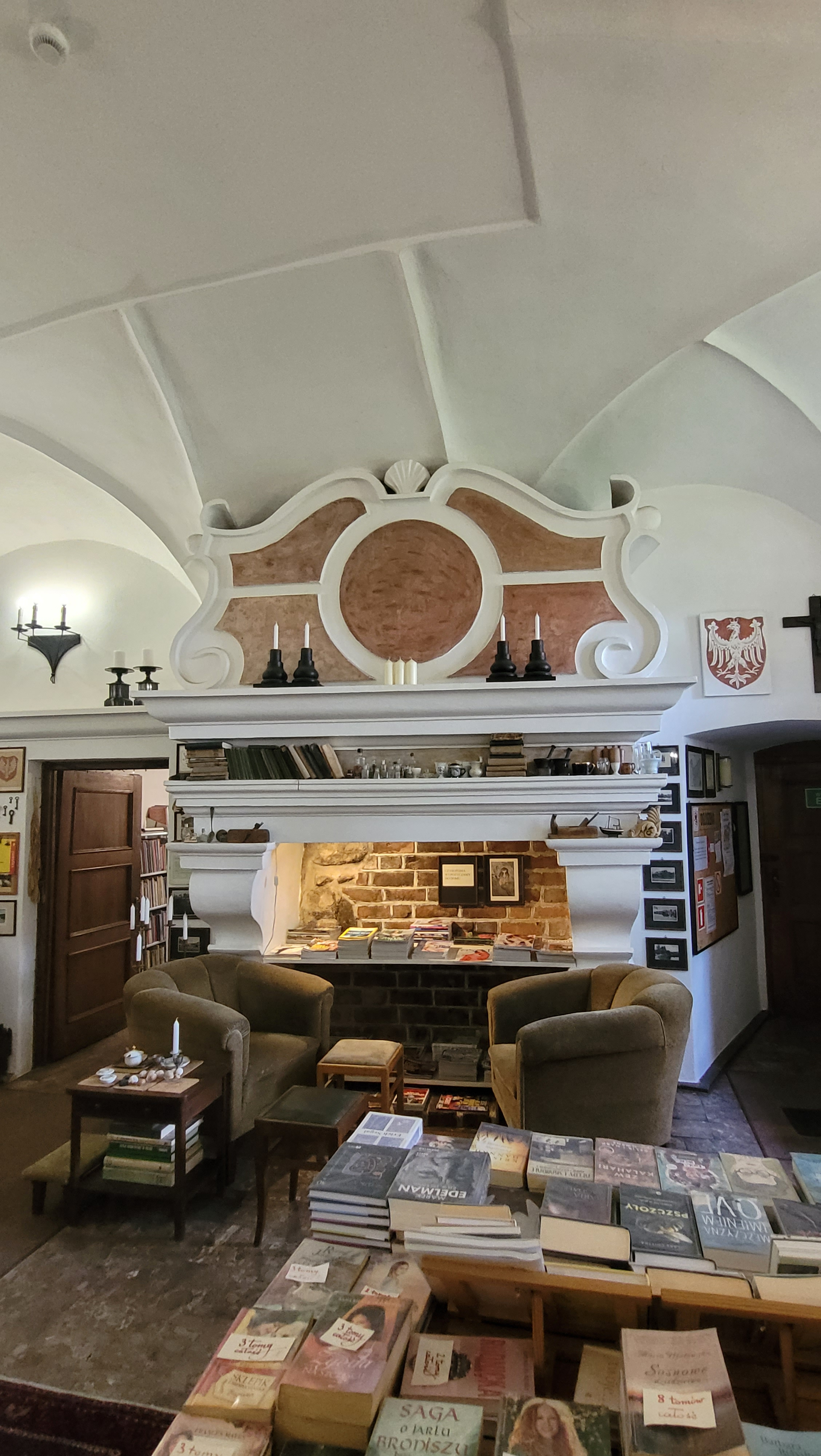
Kominek

## Nowy Zamek w Płotach
Historia nowego zamku w Płotach sięga XVI wieku, a dokładnie 1577 roku, kiedy to Ostenowie sprzedali stary zamek rodzinie Blucher, jednak postanowili pozostać w Płotach. Zakupili działkę niedaleko starego zamku i zdecydowali że wybudują drugi zamek, nowy, nieco mniejszy od starego. Budowa trwała w latach 1606–1618. Nowy zamek był architektonicznie podobny do starego. Była to budowla 2-kondygnacyjna o dwóch skrzydłach otoczona fosą i obwałowaniami. Zamek odnowiono na początku XVIII wieku. Przez lata zamek stawał się coraz bardziej reprezentacyjną budowlą, której zazdrościło niejedno miasto. Ostatnim potomkiem z rodu Ostenów był Karol. Po II wojnie światowej zamek stał się najpierw siedzibą Szkoły Rolniczej, później internatu dla dojeżdżających do Zespołu Szkół Rolniczych. W prawym skrzydle zamku mieści się Sala Posiedzeń Rady Miasta i Gminy Płoty oraz Sala Ślubów. Dodatkową atrakcją są gromadzone od stuleci bogate zbiory „Biblioteki Pomorskiej”, a także cenne okazy monet i kolekcje dzieł sztuki, również w zamku mieści się kolekcja XVII-wiecznych gobelinów.

## Opis
Od frontu po lewej stronie wieży, pod oknem pierwszego piętra w narożnej ścianie, znajduje się płycina zawierająca kartusz z herbami hr. Karla  von Bismarck-Osten (1874-1952) i jego żony Hildy z domu Deichmann (1878-1958) z napisem na trzech bokach płyty w jęz. niem.  GRAF KARL UND GRAFFIN HILDA BISMARCK OSTEN/ HABEN TURM UND ANBAU AN DAS / ALTE SCHLOSS ANFUEGEN LASSEN I. J. CHR. MCMX / Hrabia Karl i hrabina Hilda Bismarck Osten dobudowali wieżę i rozbudowali stary zamek w roku 1910.